# Bedford (Iowa)
Bedford és una població dels Estats Units a l'estat d'Iowa. Segons el cens del 2000 tenia 1.620 habitants.

## Demografia
Segons el cens del 2000, Bedford tenia 1.620 habitants, 691 habitatges, i 422 famílies. La densitat de població era de 388,5 habitants per km².
Dels 691 habitatges en un 25% hi vivien nens de menys de 18 anys, en un 51,1% hi vivien parelles casades, en un 8,1% dones solteres, i en un 38,9% no eren unitats familiars. En el 33,1% dels habitatges hi vivien persones soles el 21,4% de les quals corresponia a persones de 65 anys o més que vivien soles. El nombre mitjà de persones vivint en cada habitatge era de 2,28 i el nombre mitjà de persones que vivien en cada família era de 2,95.
Per edats la població es repartia de la següent manera: un 23% tenia menys de 18 anys, un 7,4% entre 18 i 24, un 23,2% entre 25 i 44, un 19,8% de 45 a 60 i un 26,7% 65 anys o més.
L'edat mediana era de 42 anys. Per cada 100 dones de 18 o més anys hi havia 79,6 homes.
La renda mediana per habitatge era de 28.125 $ i la renda mediana per família de 34.943 $. Els homes tenien una renda mediana de 27.788 $ mentre que les dones 18.125 $. La renda per capita de la població era de 14.313 $. Entorn del 10,4% de les famílies i el 13,7% de la població estaven per davall del llindar de pobresa.

## Poblacions més properes
El següent diagrama mostra les poblacions més properes.